# Heodes milena
Heodes milena är en fjärilsart som beskrevs av Schultze 1905. Heodes milena ingår i släktet Heodes och familjen juvelvingar. Inga underarter finns listade i Catalogue of Life.